# Пила 2
Пила 2 (англ. Saw II) — американський фільм жахів, трилер 2005 року, сиквел фільму «Пила: Гра на виживання». Прем'єра фільму в Україні відбулася 16 лютого 2006 року.

## Сюжет
Майкл отямлюється в кімнаті, на голові у нього розкрита маска з шипами всередині («Маска смерті»). Включається телевізор, на екрані з'являється лялька Біллі, Конструктор каже Майклу, що той — донощик і стукач. Маска закриється і вб'є його, якщо він за хвилину не встигне відшукати ключ, зашитий в його праву очну ямку, а скальпель додається. Зробивши кілька спроб, Майкл розуміє, що не зможе виколоти своє око, і гине.
Детектив Ерік Метьюс розслідує вбивство Майкла. Вдома в напівсні він згадує, що на пристрої стояло клеймо заводу «Wilson Steel», і вирішує пошукати Конструктора там. Загін спецназу вривається на покинуту фабрику і знаходить Джона Крамера. Конструктор радить Еріку сходити в сусідню кімнату, там він знаходить монітори, які показують різні кімнати якогось будинку. В одній з цих кімнат закриті вісім чоловік, один з них — син Еріка Деніел. Конструктор повідомляє, що через дві години перебуваючих у тій кімнаті вразить отруйний газ, але Ерік може врятувати сина, граючи в гру з Конструктором: приділити йому час і поговорити.
У кімнаті з металевої дверима закрито вісім осіб, одна дівчина приходить в свідомість пізніше інших, це Аманда Янг єдина, що вижила в грі Конструктора з першого фільму. Вона судорожно обшукує кімнату і швидко знаходить схованку з диктофоном і ключем. На диктофоні напуття Конструктора з кількома туманними підказками, як знайти антидот. В'язні приступають до пошуків і по черзі гинуть в різних пастках або вбивають один одного.
Джон у розмові намагається допомогти Еріку знову відчути себе живим і зрозуміти, як він насправді любить сина. Він пояснює Еріку, що почав свою місію після того, як його лікуючий лікар (доктор Гордон) поставив йому діагноз, який проголошував, що у Джона рак. Джон намагався покінчити з собою, але вижив. З тих пір він вирішив навчити інших людей, цінувати життя. Після переходу бесіди в побиття Джон погоджується відвезти Еріка в будинок, але лише його одного.
В'язні виявляють, що всі вони жертви сфабрикованих Еріком Метьюсом кримінальних справ. Також вони дізнаються, що тюремні номери на їх шиях є частинами шифру до сейфа з антидотом. Щоб врятуватися, вони повинні діяти злагоджено, але їх психіка зломлена в'язницею: кожен воліє, щоб антидот не дістався нікому, ніж дістався іншому. Аманда і Деніел знаходять таємний хід, по якому потрапляють в туалетну кімнату з першого фільму… Ерік приїжджає з Конструктором в цей будинок і шукає сина. Але на нього нападають в темряві, він втрачає свідомість. Прокинувшись, Ерік знаходить плеєр з голосом Аманди. Та повідомляє йому, що після відсидки з вини Еріка вона знайшла собі батька і наставника Джона. Тепер Аманда продовжить його справу. В кінці запису вона з'являється в отворі дверей і зі словами «Гра закінчена» замикає двері зовні, залишивши всередині Еріка.
В цей час в будівлі, де почалась гра Еріка, співробітники поліції виявляють, що трансляція на моніторах — це запис, і таким чином розуміють, що це була пастка. Після закінчення часу на таймері прямо біля столу, за яким Ерік сидів з Джоном, відчиняються двері сейфа — там і знаходився весь цей час Деніел, живий і неушкоджений.

## Саундтрек
| #   | Назва                                                                          | Тривалість |
| --- | ------------------------------------------------------------------------------ | ---------- |
| 1.  | «Гімн безвідповідальній ненависті (Irresponsible Hate Anthem) - Мерлін Менсон» | 3:41       |
| 2.  | «Sound Effects and Overdramatics - The Used»                                   | 3:28       |
| 3.  | «Забудь щоб пам'ятати (Forget to Remember) - Mudvayne»                         | 3:33       |
| 4.  | «Вересень (September) - Bloodsimple»                                           | 3:38       |
| 5.  | «Кров (Пусті обіцянки) (Blood (Empty Promises)) - Papa Roach»                  | 2:56       |
| 6.  | «REV 22:20 - Puscifer»                                                         | 4:47       |
| 7.  | «Pieces - Sevendust»                                                           | 3:06       |
| 8.  | «Rodent -Skinny Puppy»                                                         | 5:00       |
| 9.  | «Спалити відьму (Burn the Witch) - Queens of the Stone Age»                    | 3:04       |
| 10. | «Святий (Holy) - A Band Called Pain»                                           | 3:43       |
| 11. | «Три пальці (Three fingers) - Buckethead»                                      | 3:00       |
| 12. | «Home Invasion Robbery - The Legion of Doom»                                   | 4:11       |
| 13. | «Caliente (Dark Entries) - Revolting Cocks»                                    | 4:01       |
| 14. | «Step Up - Opiate for the Masses»                                              | 3:24       |
| 15. | «Не забувай правил (Don't Forget the Rules) - Charlie Clouser»                 | 5:02       |

Автор музики до кінофільму — Чарлі Клоузер.
- 1. Титри (Titles) — 0:05
- 2. Дзеркало (Mirror) — 1:09
- 3. Відео маріонетки (Puppet Video) — 1:05
- 4. Eye Panic — 0:38
- 5. Bail out — 0:50
- 6. Сцена вбивства (Murder Scene) — 0:27
- 7. Puzzle Piece — 0:40
- 8. Придивися ближче (Look Closer) — 0:27
- 9. Hands Full — 0:37
- 10. Не можу спати (Can't Sleep) — 0:10
- 11. Wilson Steel — 1:26
- 12. Наближення (Approach) — 0:31
- 13. Stair Cage — 0:55
- 14. Лігво Пили (Jigsaws Lair) — 1:21
- 15. Проблема (The Problem) — 1:04
- 16. There Will Be Blood — 1:07
- 17. Дай мені телефон (Give Me a Phone) — 0:18
- 18. Повідомлення Пили (Jigsaws Message) — 0:24
- 19. Прокидайся (Wake Up) — 0:22
- 20. Менді (Mandy) — 0:55
- 21. Вітання (Greetings) — 1:17
- 22. Вистріл в око (Eye Shot) — 0:57
- 23. Я грала раніше (I've Played Before) — 1:53
- 24. Відкриті двері (Open Door) — 0:43
- 25. План гри (Game Plan) — 1:05
- 26. Сядь (Sit Down) — 0:32
- 27. Macho Bullshit — 1:40
- 28. Лялька (Dummy) — 0:58
- 29. Привіт, Обі (Hello Obi) — 0:56
- 30. Маячня (Bullshit) — 1:46
- 31. Овен (Oven) — 2:36
- 32. Зцілення (The Cure) — 0:05
- 33. Твій син (Your Son) — 0:39
- 34. Кабінет доктора (Doctor's Office) — 0:29
- 35. Автоаварія (Car Crash) — 0:39
- 36. Ти вижив (You Survived) — 0:39
- 37. Це пастка (It's a Trap) — 1:33
- 38. Привіт, Ксав'єр (Hello Xavier) — 0:29
- 39. Needle Pit — 1:46
- 40. Досить (That's Enough) — 1:15
- 41. Його робота (His Work) — 1:35
- 42. Третій ящик (Third Drawer) — 1:28
- 43. Understand — 0:31
- 44. Jonas — 1:21
- 45. Фото батька (Father Photo) — 1:13
- 46. Не можу тобі довіряти (Can't Trust You) — 1:13
- 47. Фото Ксав'єра (Xavier Photo) — 1:05
- 48. Я заберу тебе (I'll Take You) — 1:38
- 49. Дурні двері (Fucking Door) — 2:22
- 50. Shit Hole — 0:41
- 51. (Cut Necks) — 1:46
- 52. Ерік наближається (Eric Approaches) — 0:06
- 53. Не живий (Not live) — 0:45
- 54. Удар (Stabbed) — 0:20
- 55. Свідомий (Conscious) — 0:31
- 56. Привіт, Еріку (Hello Eric) — 3:02[3]

## Цікаві факти
- В ямі було близько 120 000 шприців.
- Сцену, в якій детектив Метьюз йде по холу, для того щоб забрати свого сина з поліцейської дільниці, знімали в гардеробній для акторів.
- У посланні для Обі говориться: «Коли ти в пеклі, можна сподіватися тільки на диявола». Коли Обі потрапляє в пастку, в кадр потрапляє внутрішня сторона дверцят. На ній є вентиль, біля якого малюнок диявола з підписом «Поверни». Можливо, Обі міг врятуватися, якщо б повернув цей вентиль.
- Фактично, Пила на самому початку сказав Метьюзу, де знаходиться його син. Коли Пила пояснює детективу правила гри, він говорить: «The rules are simple: what you have to do is sit here and talk to me. If you can do that long enough, you will find your son in the safe at secure state». Детектив не зрозумів гру слів — «safe», англійською — «безпека», у цьому випадку означало і буквально «сейф».
- Рішення про запуск у виробництво другої частини фільму було прийнято відразу ж після закінчення дебютного вікенду оригінального фільму. Прем'єра також була призначена на Гелловін.
- Режисер картини — Даррен Лінн Боусман написав сценарій під назвою «Безнадія» (The Desperate) ще два роки тому, але жодна студія не погоджувалася дати добро на постановку повнометражної картини на основі даного скрипту.
- Після успіху першого фільму Даррену запропонували переробити свій сценарій з урахуванням специфіки і атмосфери «Пили», а також очолити знімальний процес. Даррен з радістю погодився.
- На вимогу MPAA творцям фільму довелося відкликати постери, що вже надійшли в кінотеатри, тому що на них були зображені два відрубаних пальця, що суперечить правилам рекламування фільму.
- У початковій сцені фільму Даррен Лінн Боусман зіграв Конструктора, коли він зашиває ключ в око Майкла.
- Шоуні Сміт була вагітна під час зйомок фільму, але вона нікому не сказала про це.
- Чотири людини протягом чотирьох днів замінювали справжні голки гумовими для ями зі шприцами.
- Як таймер у деяких пристроях був використаний секундомір виробництва Златоустовського годинникового заводу «Агат» (ЗЧЗ), вироблений ще в СРСР. Примітно те, що секундомір такого типу сам по собі не може керувати ніякими зовнішніми пристроями і призначений лише для візуального зняття показань.

## Режисерська версія
Режисерська версія фільму довше звичайної версії на дві хвилини. Відмінності:
- Коли поліція входить в лігво Пили, три маленькі сценки показують Джона, який розуміє, що поліція прибула. Незважаючи на це, він спокійно повертається до своєї роботи.
- Поки поліція добирається до Джона, показано кілька сцен, де він їсть «Cheerios» (сухі сніданки).
- Додано декілька пропозицій до діалогу Пили і Еріка.
- Коли Обі виявляється замкненим у печі, він намагається вибити скло в її далекій стороні.
- До сцени, в якій Аманда виявляється в ямі зі шприцами, додана хвилина, протягом якої вона сидить без руху, боячись поворухнутися.
- В туалеті музика Чарлі Клоузера починає грати з моменту, коли Ксав'єр зрізає свою шкіру, до його смерті.
- Трохи подовжена сцена з «Маскою смерті», а також в ній тепер звучить пісня «Irresponsible Hate Anthem (Venus Headtrap Mix)».
- До сцени, в якій Ерік б'є Пилу, доданий один удар.

## Пастки
У фільмі представлено 8 пасток:
- Маска смерті
- Електрична драбина
- Будинок з отруйним газом
- Вічко з револьвером
- Піч
- Яма зі шприцами
- Коробка з лезами
- Ванна кімната

## У ролях
- Донні Волберг — Ерік Метьюз
- Тобін Белл — Джон Крамер / «Пила»
- Еммануель Вог'є — Еддісон
- Френкі Джі — Ксав'єр
- Беверлі Мітчелл — Лора
- Гленн Пламмер — Джонас
- Шоуні Сміт — Аманда
- Ерік Кнудсен — Денієл Метьюз
- Лірик Бент — Рігг
- Тім Берд — Обі
- Діна Мейер — детектив Керрі
- Ноам Дженкінс — Майкл
- Тоні Неппо — Гас